# Jubeljahr
Ein Jubeljahr (lateinisch annus iubilaeus) oder Heiliges Jahr (annus sanctus) ist ein besonderes Jubiläumsjahr in der römisch-katholischen Kirche, in dem der Papst den Gläubigen bei Erfüllung bestimmter Bedingungen einen vollkommenen Ablass („Jubiläumsablass“) ihrer zeitlichen Sündenstrafen gewährt. Bonifatius VIII. rief 1300 erstmals ein solches Jahr für Pilger aus, die nach Rom kamen. Das nächste Jubeljahr sollte ursprünglich erst nach 100 Jahren folgen, der Abstand wurde aber immer weiter verringert. Ab 1475 war jedes 25. Jahr ein Jubeljahr mit dementsprechend großen Besucherzahlen für Rom.
Das kirchliche Jubeljahr knüpfte indirekt an das biblische Erlassjahr (hebräisch שנת היובל schenat hajobel) an: einen alle 50 Jahre gebotenen Schuldenerlass und Besitzausgleich an Land für alle Israeliten (Lev 25,8–55 ). Die Bezeichnung „Jubeljahr“ oder „Jobeljahr“ stammt vom hebräischen Wort jobel (יובל), das ursprünglich „Widder“ bedeutete. Aus Widderhörnern wurde das Blasinstrument Schofar gebaut, das zur Eröffnung eines Erlassjahrs geblasen werden sollte. Daher wurde der Ausdruck jobel auf das Instrument und das damit eröffnete Erlassjahr übertragen.
Die lateinische Bibelübersetzung Vulgata des 4. Jahrhunderts übersetzte das hebräische schenat hajobel mit annus iubilæus. Daher stammen „Jubeljahr“ und das Fremdwort Jubiläum. Daraus abgeleitet ist die umgangssprachliche Redewendung „alle Jubeljahre“, die „ganz selten“ bedeutet, da ein Mensch in der Regel höchstens drei dieser Jubeljahre erleben kann.

## Entwicklung

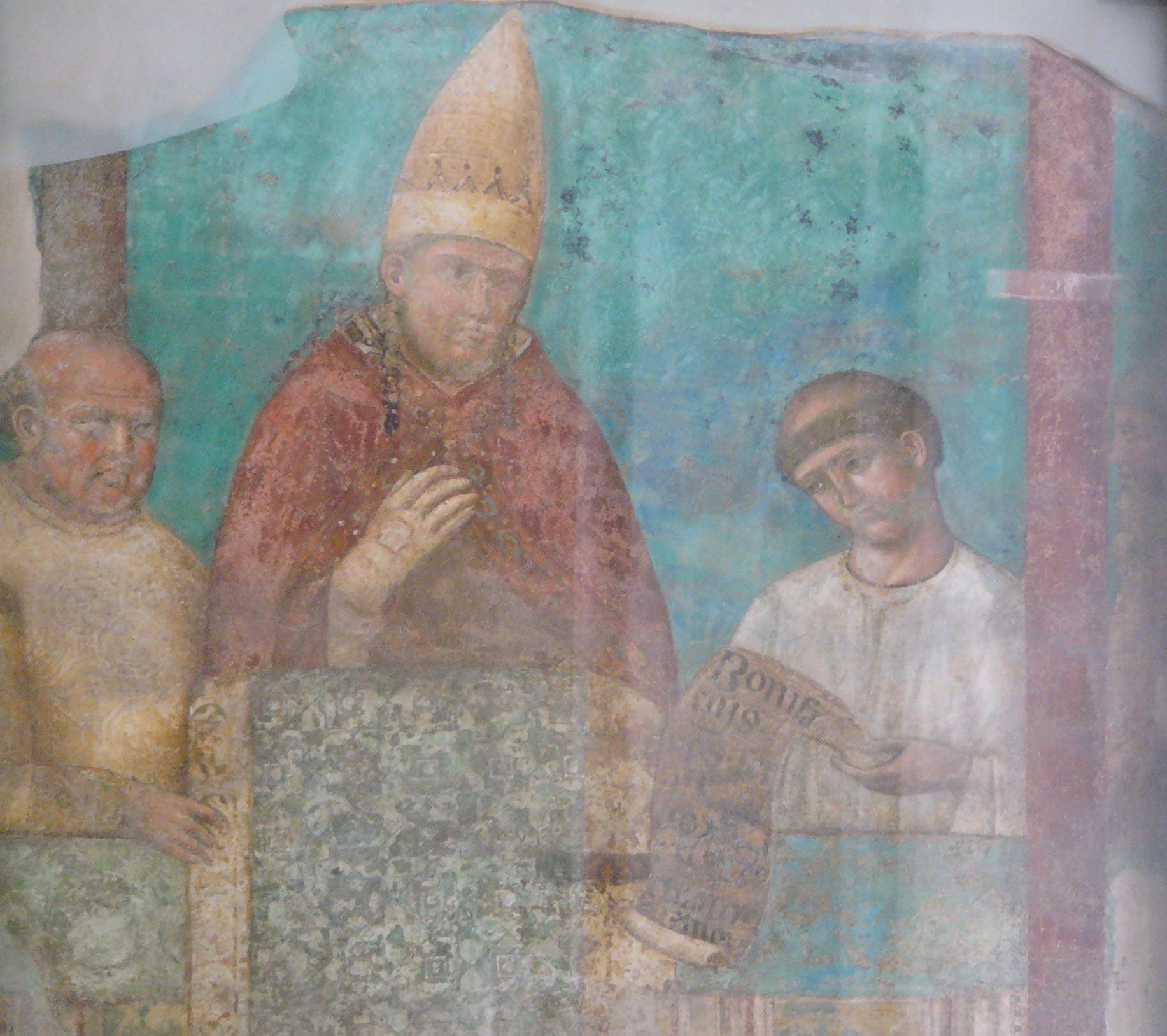
Verkündung des ersten Heiligen Jahres durch Bonifatius VIII. im Jahr 1300 (Freskofragment von Giotto in der Lateranbasilika)

Die Heiligen Jahre der römisch-katholischen Kirchen entstanden aus mehreren Überlieferungen, die bis 1300 miteinander verknüpft wurden.
1126 wurde zur Weihe einer neuen Kathedrale von Santiago de Compostela ein annus iubilaeus gefeiert, bei dem kein Ablass gewonnen werden konnte. 1189, im 50. Jahr nach dem Tode des Bischofs Otto von Bamberg, wurde dort als ein Ablass- und Vergebungsjahr gefeiert. 1220, 50 Jahre nach der Ermordung des hl. Thomas Becket, des Erzbischofs von Canterbury, ließ der Nachfolger im Bischofsamt Stephen Langton die Reliquien des hl. Thomas in die neu errichtete Dreifaltigkeitskapelle überführen, lud die Gläubigen zur Pilgerfahrt nach Canterbury ein und verband damit die Gewährung eines besonderen Ablasses. Dabei berief er sich auf das biblische Erlassjahr.
Papst Bonifatius VIII. rief mit der Bulle Antiquorum habet fida relatio am Fest der Kathedra Petri im Jahre 1300 das erste Heilige Jahr aus. Ein solches sollte als Feier der Wiederkehr des Festes der Geburt Jesu Christi künftig alle 100 Jahre stattfinden. Die Gläubigen konnten dabei einen vollkommenen Ablass gewinnen, wenn sie in Rom die Sakramente der Buße und der Eucharistie empfingen und die Heiligen Pforten der Apostelkirchen durchschritten. Als Begründung nannte der Papst, dass der Überlieferung zufolge jenen, die in alter Zeit zu Hundertjahrfeiern der Geburt Christi zur Petersbasilika gekommen seien, viele Gnaden und Ablässe der Sünden gewährt worden seien.
Schon Clemens VI. ordnete 1343 die Wiederkehr eines Heiligen Jahres nach jeweils fünfzig Jahren an. Papst Urban VI. setzte die Zeitspanne im Jahre 1389 auf 33 Jahre herab, die Zeitspanne des irdischen Lebens Jesu Christi. In rascher Folge wurden 1390, 1400, 1413, 1423 und 1450 Heilige Jahre gefeiert, bis Papst Paul II. 1470 unabänderlich festsetzte, dass Heilige Jahre ab 1475 alle 25 Jahre zu begehen seien, damit jede Generation die Möglichkeit habe, ein solches zu erleben. Zugleich wurden die Hauptkirchen Roms und die Kathedralen in den verschiedenen Ländern zu Stellvertreterinnen der Peterskirche in Rom bestimmt und allen ihren Besuchern unter den festgesetzten Voraussetzungen ebenso vollkommener Ablass bewilligt wie denen, die 14 Tage lang ihre Andacht in der Peterskirche verrichtet hatten.
Das achte Heilige Jahr 1500 wurde erstmals mit dem Ritus eröffnet, der seither üblich ist: Der Papst öffnet am Heiligen Abend die eigens in den Petersdom gebrochene Heilige Pforte, eine massive Marmorplatte, feierlich mit mehreren Hammerschlägen eines goldenen Hammers und spricht einen Segen. Die Pforte öffnet sich, der Papst schreitet als erster hindurch, die Gläubigen folgen. Zum Abschluss des Heiligen Jahres wird die Heilige Pforte wieder geschlossen. Die heiligen Pforten der drei weiteren Patriarchalbasiliken in Rom, Santa Maria Maggiore, San Giovanni in Laterano und San Paolo fuori le Mura, werden zu Beginn des Heiligen Jahres ebenfalls geöffnet und zum Abschluss des Jahres wieder geschlossen.
Papst Pius XII. erließ für 1950 ein Gebet für das Heilige Jahr, das vom Vorbeter und Allen im Wechsel zu beten war. Dazu hat er „folgende Ablässe verliehen:
1. Einen Ablaß von sieben Jahren, so oft es verrichtet wird.
2. Einen vollkommenen Ablaß im Monat, wenn es den ganzen Monat lang täglich verrichtet wurde und wenn außerdem die hl. Sakramente der Buße und des Altares empfangen werden.“[8]

## Heilige Jahre
| Nummer | Datum | Eröffnender Papst | Besonderheiten |
| ------ | --- | --- | --- |
| 1      | 1300 | Bonifatius VIII. | wahrscheinlich Teilnahme Dante Alighieris |
| 2      | 1350 | Clemens VI. | Teilnahme der hl. Birgitta von Schweden und Francesco Petrarcas |
| 3      | 1390 | Urban VI. | Einführung des Besuchs der vier Patriarchalbasiliken und der Zeitspanne von 33 Jahren |
| 4      | 1400 | Bonifatius IX. | wurde manchmal nicht mitgezählt |
| 4      | 1413 | Gregor XII. | [ 5 ] |
| 5      | 1423 | Martin V. | folgte ab 1390 der Zeitspanne von 33 Jahren |
| 6      | 1450 | Nikolaus V. | Der Bischof Nikolaus von Kues nahm teil und verkündete die Gewährung des Ablasses |
| 7      | 1475 | Paul II. | Errichtung der Ponte Sisto unter Papst Sixtus IV. |
| 8      | 1500 | Alexander VI. | Einführung des Ritus zur Eröffnung eines Heiligen Jahres |
| 9      | 1525 | Clemens VII. | Verbot des Ablasshandels; scharfe Kritik der Reformatoren an der Ablasspraxis |
| 10     | 1550 | ausgerufen von Paul III. († 10. November 1549), eröffnet von Julius III. (gewählt 8. Februar 1550) am 24. Februar 1550 | Teilnahme von Ignatius von Loyola und Philipp Neri. Zur Eröffnung wurde der Dillinger Hammer verwendet. |
| 11     | 1575 | Gregor XIII. | Teilnahme des hl. Karl Borromäus. Einführung des Besuchs der sieben römischen Pilgerkirchen |
| 12     | 1600 | Clemens VIII. | Teilnahme von Robert Bellarmin und Cesare Baronio |
| 13     | 1625 | Urban VIII. | – |
| 14     | 1650 | Innozenz X. | – |
| 15     | 1675 | Clemens X. | – |
| 16     | 1700 | Innozenz XII. | gefeiert auch unter Papst Clemens XI. |
| 17     | 1725 | Benedikt XIII. | Bau der Spanischen Treppe |
| 18     | 1750 | Benedikt XIV. | Einführung der Kreuzwegandacht im Kolosseum |
| 19     | 1775 | Clemens XIV. | gefeiert unter Papst Pius VI. |
| –      | 1800: Ausfall wegen des Todes von Pius VI. 1799 in französischer Gefangenschaft, Wahl von Pius VII. erst im März 1800 | – | – |
| 20     | 1825 | Leo XII. | Die zur Schließung der Porta Santa verwendete Maurerkelle wird in der Schatzkammer der Münchner Residenz aufbewahrt.                                                                                         |
| –      | 1850: Ausfall, weil Pius IX. von November 1848 bis März 1850 vor republikanischen Revolutionären aus Rom geflohen war | – | – |
| 21     | 1875 | Pius IX. | Wegen Italiens Annexion des Kirchenstaates nicht begangen |
| 22     | 1900 | Leo XIII. | – |
| 23     | 1925 | Pius XI. | Einführung des Christkönigsfestes |
| 24     | 1950 | Pius XII. | Verkündigung des Dogmas der Leiblichen Aufnahme Mariens in den Himmel |
| 25     | 1975 | Paul VI. | Motto: „Erneuerung und Versöhnung“ |
| 26     | 2000 | Johannes Paul II. | Vorbereitet mit dem Apostolischen Schreiben Tertio millennio adveniente, verlängert bis 6. Januar 2001, um den Eintritt ins 21. Jahrhundert zu feiern. Motto: „Christus gestern, heute und in Ewigkeit“      |
| 27     | 2025 | Franziskus | Motto: „Pilger der Hoffnung“. Die Verkündigungsbulle Spes non confundit wurde am Hochfest Christi Himmelfahrt, 9. Mai 2024, von Papst Franziskus erlassen. Tod des Papstes zum Ostermontag im Heiligen Jahr. |

## Außerordentliche Heilige Jahre
Unabhängig von den gewöhnlichen Heiligen Jahren riefen einige Päpste aus anderen Anlässen auch außerordentliche Heilige Jahre aus:
| Datum                                         | Eröffnender Papst | Anlass |
| --------------------------------------------- | ----------------- | --- |
| 1518                                          | Leo X.            | Stärkung Polens im Kampf gegen die Türken |
| 1826                                          | Leo XII.          | Erweiterung auf den gesamten Erdkreis (Enzyklika Charitate Christi) |
| 1854                                          | Pius IX.          | außerordentliches Heiliges Jahr zur Einführung des Dogmas der Unbefleckten Empfängnis                                                                                  |
| 1858                                          | Pius IX.          | außerordentliches Heiliges Jahr |
| 1867                                          | Pius IX.          | außerordentliches Heiliges Jahr zur Feier der Wiederkehr des Jahres des Martyriums der hll. Apostel Petrus und Paulus                                                  |
| 1869                                          | Pius IX.          | Erstes Vatikanisches Konzil |
| 2. März – 1. Juni 1879                        | Leo XIII.         | außerordentliches Heiliges Jahr zum Pontifikatsbeginn |
| 19. März – 1. November 1881                   | Leo XIII.         | – |
| 19. März – 1. November bzw. 31. Dezember 1886 | Leo XIII.         | – |
| 1913                                          | Pius X.           | – |
| 1929                                          | Pius XI.          | zum goldenen Priesterjubiläum |
| 2. April 1933 – 2. April 1934                 | Pius XI.          | erstes außerordentliches Heiliges Jahr zur Feier der Wiederkehr des Jahres der Erlösung der Menschheit                                                                 |
| 1954                                          | Pius XII.         | erstes marianisches Jahr |
| 1966                                          | Paul VI.          | Abschluss des Zweiten Vatikanischen Konzils |
| 29. Juni 1967 – 30. Juni 1968                 | Paul VI.          | Feier der Wiederkehr des Jahres des Martyriums der hll. Apostel Petrus und Paulus                                                                                      |
| 25. März 1983 – Ostersonntag 1984             | Johannes Paul II. | außerordentliches Heiliges Jahr der Erlösung (vgl. auch Salvifici doloris)                                                                                             |
| Pfingsten 1987 – 15. August 1988              | Johannes Paul II. | zweites marianisches Jahr |
| 8. Dezember 2015 – 20. November 2016          | Franziskus        | außerordentliches Heiliges Jahr der Barmherzigkeit, verkündigt mit der Bulle Misericordiae vultus; zum 50. Jahrestag des Abschlusses des Zweiten Vatikanischen Konzils |

Während das ursprüngliche Heilige Jahr sich auf die Wiederkehr der Geburt Christi bezog, beging man 1933 ein Jahr zum Gedenken der „Vollendung unserer Erlösung“. Pius XI. erklärte dazu am Fest der Erscheinung 1933 in der apostolischen Konstitution Quod nuper, es handele sich um „eigentlich ein größeres, ja das größte Jubiläum“.

## Andere Kirchen
Die Feier eines Heiligen Jahres wurde auch einigen wenigen anderen bedeutenden Basiliken und Klöstern gestattet: der Kathedrale von Santiago de Compostela, der Basilika von Caravaca de la Cruz, dem Kloster Santo Toribio de Liébana und der Basilika San Francesco in Assisi. Auch das Stift Gernrode erhielt die päpstliche Erlaubnis, im Jahr 1489 ein Jubeljahr abzuhalten.
Das Jubiläum in perpetuum bezieht sich auf die Möglichkeit, die vom Heiligen Stuhl gewährt wird, in bestimmten, als Zentren der spirituellen Erneuerung und für den katholischen Glauben besonders bedeutenden Orten regelmäßig und ununterbrochen ein Jubiläumsjahr zu feiern.
Dieses Privileg wurde neun Orten gewährt, die ihr Jubiläum auf unbestimmte Zeit feiern dürfen. Diese Orte sind: Jerusalem, Rom, Santiago de Compostela, das Kloster Santo Toribio de Liébana, das Königliche Kloster Santa Maria de Guadalupe, Caravaca de la Cruz, Urda, Valencia und Ávila.